# Stir Me Up
„Stir Me Up” este un cântec R&B al interepretei belgiene Hadise. Piesa a fost lansată ca cel de-al doilea disc single al artistei, fiind inclus pe Sweat. „Stir Me Up” a debutat pe locul 29 în Flandra și a urcat până pe locul 22.

## Clasamente
| Clasament                 | Poziția maximă | Referință |
| ------------------------- | -------------- | --------- |
| Ultratop 50 Singles Chart | 22             | [ 2 ]     |